# Vrede van Cateau-Cambrésis

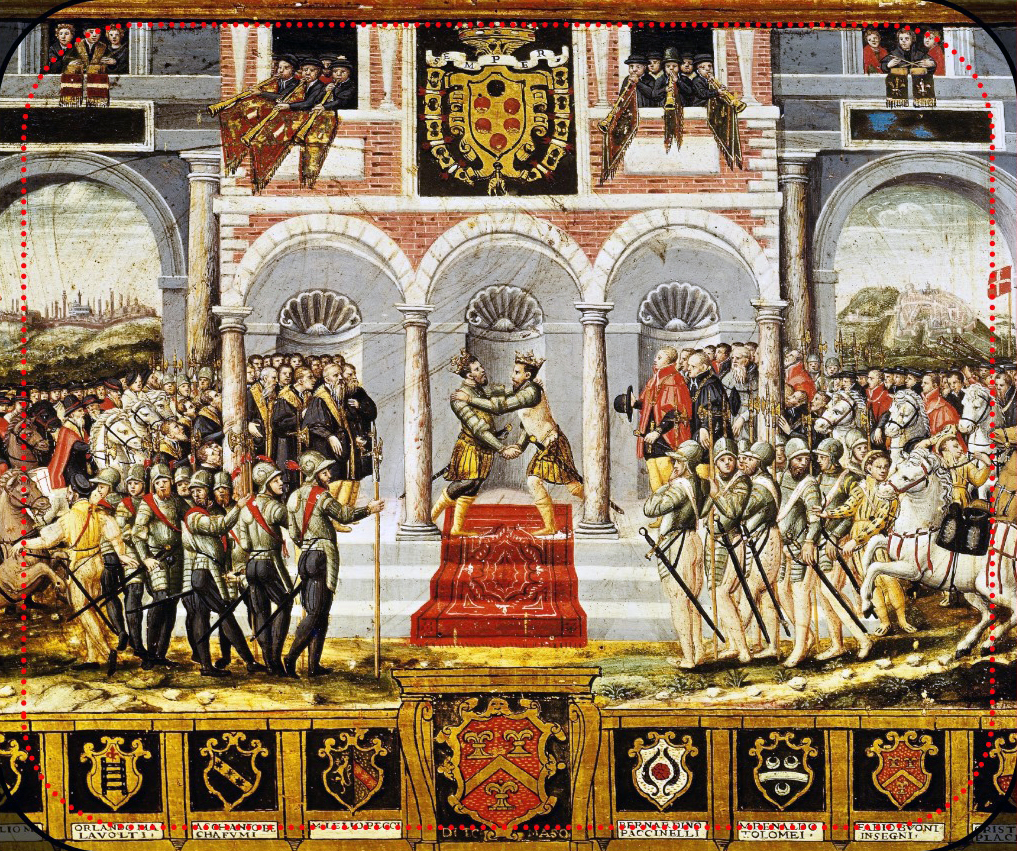
De vrede van Cateau-Cambrésis of de symbolische verzoening tussen Frankrijk en Spanje (Palazzo Pubblico (Siena)).

Met de Vrede van Cateau-Cambrésis wordt verwezen naar twee vredesverdragen die in maart en april 1559 werden gesloten. Het eerste verdrag van 2 april 1559 sloot vrede tussen Engeland en Frankrijk. Het tweede en belangrijkste werd gesloten tussen Frankrijk en Spanje op 3 april 1559 en maakte een einde aan de al tientallen jaren slepende Italiaanse Oorlogen, die vooral gingen om de hegemonie in Italië. Beide mogendheden waren uitgeput en koning Filips II van Spanje en koning Hendrik II van Frankrijk zagen in dat zij als katholieke vorsten met het in die tijd opkomende protestantisme een reden te meer hadden om vrede te sluiten.
De vredesverdragen werden getekend in het stadje Le Cateau-Cambrésis in het sticht Kamerijk, behorend tot het Heilige Roomse Rijk.

## Tussen Engeland en Frankrijk
Het eerste verdrag, dat bij het tweede nog eens werd bezegeld, werd gesloten tussen Frankrijk en Engeland op 12 maart. Hierbij werd bepaald dat Calais, dat in 1558 veroverd was door Frankrijk, Frans mocht blijven tegen een vergoeding van 500.000 écu. Daarmee was de territoriale band tussen Engeland en het continent voor het eerst sinds 1066 geheel verbroken. Dit zou zo blijven tot het huis Hannover op de Britse troon zou komen in 1714. Engeland was een onwillige bondgenoot geweest van Spanje in deze oorlog; Filips II was met de Engelse koningin Maria Tudor getrouwd om dit bondgenootschap voor elkaar te kunnen krijgen. Toen Maria in 1558 stierf, was haar opvolgster Elizabeth I van Engeland er veel aan gelegen om er een eind aan te maken.

## Tussen Spanje en Frankrijk

### Territoriale veranderingen

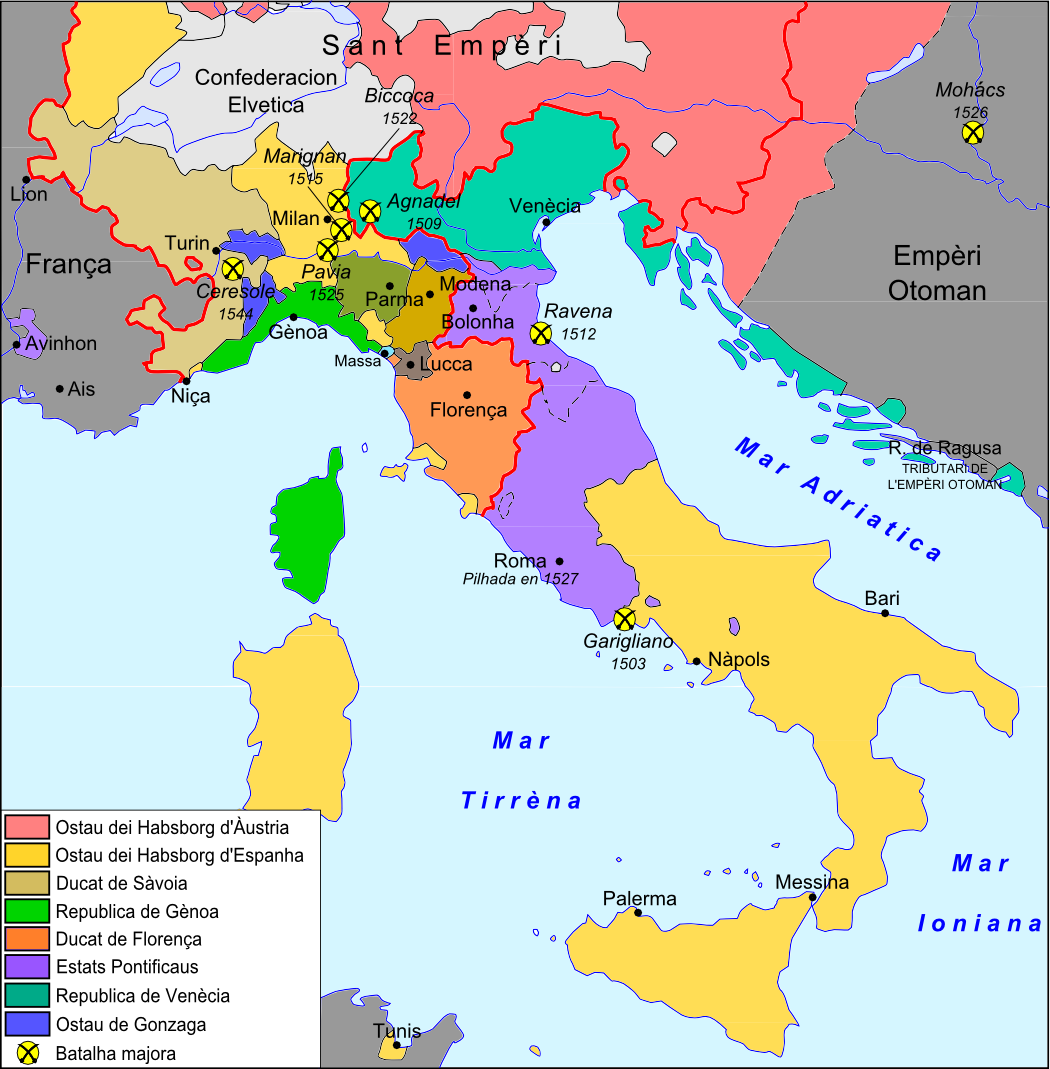
Kaart van Italië in 1559 na de Verdragen van Cateau-Cambrésis

Het tweede verdrag bepaalde onder meer dat Frankrijk moest afzien van vrijwel alle aanspraken op Italiaans gebied. Het Franse strategische doel van deze oorlogen, het doorbreken van de Habsburgse omsingeling, werd dus niet bereikt. Daarom werd Filips II van Spanje de ware overwinnaar; bovendien verwierf hij een leidende positie in Italië.
- Hendrik II van Frankrijk zag af van zijn erfelijke aanspraak op het Hertogdom Milaan[2] en erkende de Spaanse heerschappij over Milaan, het Koninkrijk Napels,[3] het Koninkrijk Sicilië en het Koninkrijk Sardinië.[4]
- Frankrijk stond het eiland Corsica af aan de Republiek Genua (Spaanse bondgenoot).[2]
- Frankrijk gaf het Hertogdom Savoye–Piëmont terug aan Emanuel Filibert van Savoye (Spaanse bondgenoot).[2]
- Frankrijk behield vijf forten in Noord-Italië, inclusief Turijn, Saluzzo en Pinerolo (Pignerol).[2][5]
- Frankrijk behield de Trois-Évêchés: de drie prinsbisdommen Toul, Metz en Verdun (veroverd op de Habsburgse keizer Karel V (ook koning van Spanje) tijdens de Vorstenopstand in 1552).[2]
- Frankrijk behield Calais (veroverd op Engeland (Spaanse bondgenoot) in 1558).[2]
- Frankrijk behield Saint Quentin, Ham, Le Catelet en andere plaatsen in Noord-Frankrijk die Spanje tijdens de oorlog had bezet.[3]
- Het Hertogdom Florence (Spaanse bondgenoot) annexeerde de Republiek Siena (Franse bondgenoot) om later het Hertogdom Toscane te vormen.[3]
- Het Markgraafschap Montferrat werd teruggegeven aan Guglielmo I Gonzaga, de hertog van Mantua (Spaanse bondgenoot).[3]

Naast afspraken over Italië werd in dit verdrag voor het eerst in circa 600 jaar de westgrens van het Heilige Roomse Rijk verlegd. Tot dan toe was de grens altijd de Schelde geweest. Dit resulteerde erin dat het graafschap Vlaanderen uit twee bestuurlijk en politiek gescheiden delen bestond. Het ene deel, Kroon-Vlaanderen, lag in het koninkrijk Frankrijk. Het andere deel, Rijks-Vlaanderen, lag in het Heilige Roomse Rijk. In feite waren de Habsburgers voor al de gebieden ten westen van de Schelde vazal van de Franse koning. De grens werd nu verlegd naar het zuiden.

### Huwelijken en nasleep
Ter bekrachtiging van het verdrag werd Hendriks dochter Elisabeth van Valois aan Filips II, die net weduwnaar was geworden, uitgehuwelijkt. Een zuster van Hendrik, Margaretha van Valois, gravin van Berry, werd uitgehuwelijkt aan hertog Emanuel Filibert van Savoye, een andere voormalige bondgenoot van Spanje.
Ter opluistering van het verdrag werd er op 30 juni 1559 een steekspel georganiseerd, waaraan Hendrik II persoonlijk meedeed. Hij kreeg daarbij een lans in een van zijn ogen, waaraan hij enkele dagen (10 juli 1559) later op veertigjarige leeftijd overleed. De daaruit resulterende politieke instabiliteit (zijn weduwe Catharina de' Medici moest als regentes optreden) droeg bij aan het uitbreken van de Hugenotenoorlogen, die Frankrijk tientallen jaren zouden teisteren. Op den duur gingen Spanje en Engeland zich daar ook mee bemoeien, om godsdienstige redenen.
Het verdrag maakte voor meer dan een eeuw een einde aan de Frans-Spaanse rivaliteit in Italië, maar zorgde niet voor volledige vrede tussen Frankrijk en Spanje. Merkwaardig genoeg betekende het einde van de Italiaanse Oorlogen ook het begin van relatieve culturele stagnatie van Italië, dat in de voorafgaande twee of drie eeuwen zo toonaangevend was geweest in de beeldende kunsten.

### Religie

#### Vermeende katholieke alliantie
Sommige historici hebben beweerd dat alle ondertekenaars van het verdrag 'hun land van ketterij moesten zuiveren'; met andere woorden, al hun onderdanen moesten met geweld worden teruggebracht tot het katholicisme. Visconti (2003) beweerde bijvoorbeeld dat toen Emanuel Filibert van Savoye (1528-1580) door Spanje onder druk werd gezet om deze verplichting uit te voeren, het Edict van Nice (15 februari 1560) afkondigde, waarbij het protestantisme werd verboden op straffe van een hoge boete, slavernij of verbanning, die al snel leidde tot een gewapende opstand door de protestantse Waldenzen in zijn domein die zou duren tot juli 1561. Moderne historici zijn het echter niet eens over de primaire motieven van Filips II van Spanje en in het bijzonder Hendrik II van Frankrijk om dit vredesverdrag te sluiten. Omdat Hendrik II het Parlement van Parijs had verteld dat de strijd tegen ketterij al zijn kracht vergde en dat hij dus vrede moest sluiten met Spanje, betoogde Lucien Romier (1910) dat – naast de grote financiële problemen – 'het religieuze motief van Hendrik een zwaar, zo niet beslissend, gewicht had'. Volgens Rainer Babel (2021) was dit 'een oordeel dat later onderzoek, met enkele nuances in detail, heeft dit niet weerlegd', maar hij voegde eraan toe dat Bertrand Haan (2010) een 'afwijkende interpretatie' had die deze consensus in twijfel trok. Haan (2010) betoogde dat financiën belangrijker waren dan binnenlandse religieuze onenigheid; het feit dat deze laatste prominent aanwezig waren in de jaren 1560 in zowel Frankrijk als Spanje, kan historici op een dwaalspoor hebben gebracht bij het benadrukken van de rol van religie in het verdrag van 1559. Megan Williams (2011) vatte het samen: 'Integendeel stelt Haan dat het niet het verdrag zelf was, maar de daaropvolgende rechtvaardigingen ervan, die de Franse religieuze strijd aanwakkerden. Volgens hem was de prioriteit van het verdrag niet een katholieke alliantie om ketterij uit te roeien, maar de bevestiging van de eer en vriendschap van de ondertekenaars, ingezegend door een reeks dynastieke huwelijken.' Volgens Haan is er geen bewijs van een katholieke alliantie tussen Frankrijk en Spanje om het protestantisme uit te roeien, hoewel sommige tijdgenoten op het tweede artikel van het verdrag hebben gewezen om te beweren dat een dergelijke overeenkomst bestond: 'Het tweede artikel drukt de wens uit om een oecumenisch concilie bijeen te roepen. Mensen, de tijdgenoten voorop, hebben geconcludeerd dat de overeenkomst de oprichting van een eenheidsfront van Filips II en Hendrik II tegen het protestantisme bezegelde, zowel in hun staten als in Europa. Uit de analyse van de voortgang van de gesprekken blijkt dat dit niet het geval was.'
Paus Pius V verhief de Florentijnse hertog Cosimo I de' Medici tot Groothertog van Toscane in 1569, wat werd bevestigd door de keizer, hoewel Filips II van Spanje dit afkeurde. Hoewel de diplomatieke rol van het pausdom tijdens de Europese godsdienstoorlogen toenam, speelden pausen en pauselijke legaten geen rol bij de onderhandelingen over de belangrijkste wapenstilstanden en verdragen tussen de Habsburgse en Valois-vorsten tijdens deze oorlogen.

#### Apologie van Oranje
Willem van Oranje was een vertrouweling geweest van keizer Karel V en speelde onder diens opvolger Filips II aanvankelijk nog een belangrijke rol. Hij maakte deel uit van de Spaanse onderhandelingsdelegatie, naast zijn latere aartsvijanden, de hertog van Alva en de kardinaal van Granvelle. Willem van Oranje reisde met Hendrik II als een van de gijzelaars mee naar Parijs om garant te staan voor de uitvoering van de vredesbepalingen. Volgens de Apologie van Willem van Oranje, die hij 21 jaar later publiceerde, hoorde Oranje de Franse koning zeggen dat nu de vrede was gesloten zowel Frankrijk als Spanje het calvinistenprobleem konden oplossen: ze moesten allemaal gedood worden. De koning zou hebben gezegd 'dat de Hertog van Alva middelen behandelde om alle verdachten van de Religie uit te roeien in Frankrijk, in dit Land [de Nederlanden] en in de gehele Christenheid...' Omdat hij dit jaren voor zich heeft gehouden werd Willem van Oranje 'de Zwijger' genoemd. Sommige geschiedkundigen betwijfelen de historiciteit van deze ontmoeting sterk. Klink (1997) stelde dat de argumenten voor ontkenning niet sterk zijn. Bertrand Haan (2010) beargumenteerde daarentegen dat 'de authenticiteit van deze bewering niet kan worden bepaald'; hoewel Alva naderhand zou handelen op een manier die overeenkomstig was met zo'n plan om alle protestanten uit te roeien, leek Hendrik II hier niets mee te doen. Het kan ook slechts een manier van Oranje zijn geweest 'om Alva's reputatie zwart te maken en meer algemeen de onverzoenlijke en tirannieke neigingen de Spaanse regering als geheel aan de kaak te stellen.'